# Caldicellulosiruptor lactoaceticus
Caldicellulosiruptor lactoaceticus è una specie di batterio appartenente alla famiglia delle Syntrophomonadaceae.